# 뉴턴의 요람

뉴턴의 요람의 운동

뉴턴의 요람(Newton's cradle)은 두 개의 줄에 연결한 같은 질량의 쇠공 여러 개를 연이어 닿아 있는 진자이다. 뉴턴의 진자(Newton's pendulum)라고도 한다. 연결되어 있는 공의 수는 보통 5 개이다. 뉴턴이 이러한 장치를 직접 고안한 것은 아니지만 그의 《자연철학의 수학적 원리》에서 실에 매달린 두 공의 충돌을 다룬 바 있기 때문에 이를 착안하여 만들어진 이름으로 여겨진다.

## 운동과 충돌
줄에 매달려 있는 쇠공은 거의 완전탄성체로서 작동한다. 즉, 충돌로 인한 손실이 거의 없이 에너지가 전달된다. 맨 밖의 쇠공 하나를 당겼다가 놓으면 진자 운동을 하다 다른 공과 충돌하여 에너지를 전달한다. 에너지를 전달하여 더 이상 에너지를 가지고 있지 않은 공은 그 자리에 멈추게 되고 연닿아 있는 쇠공들을 통하여 에너지가 전달 된 뒤 반대편의 쇠공이 튀어 나가게 된다. 이렇게 튀어 나간 쇠공은 맨 처음 당겨졌던 쇠공이 갖고 있던 위치에너지에 해당하는 높이까지 올라갔다가 다시 진자 운동에 의해 내려와 다른 쇠공과 충돌한다. 이후 다시 에너지 전달이 이루어지고 원래의 쇠공이 튀어 오른다. 이 과정에서 에너지 손실이 아예 없다면 뉴턴의 요람은 무한히 흔들리게 되겠지만, 실제로는 줄이 움직이며 발생하는 마찰과 쇠공 사이에 일어나는 비탄성 충돌과 같은 에너지 손실 때문에 시간이 지날수록 쇠공의 진자 운동은 감쇄하며 결국 멈추게 된다.
한편, 쇠공을 두개 이상 당겼다 놓으면 올려졌던 쇠공의 수 만큼 에너지가 늘어나게 된다. 쇠공이 연이어 닿아있고 탄성 충돌을 하기 때문에 충돌후 쇠공들은 하나의 물체와 같이 작동한다. 즉, 두 개의 쇠공을 들었다 놓으면 튀어나가는 공의 수도 두 개가 되고 세 개의 공을 들었다 놓으면 튀어나가는 공의 수도 세 개가 된다. 뉴턴의 요람엔 보통 다섯 개의 쇠공이 달려 있기 때문에 세 개의 공을 당겨 넣으면 두개의 공이 정지하고 세번째 공은 튀어나가는 공들과 함께 움직이게 된다.

뉴턴의 《자연철학의 수학적 원리》에 수록된 같은 질량의 두 진자에 대한 충돌 실험. 충돌에 따른 에너지 손실이 거의 없는 탄성 충돌의 경우 한 쪽 진자는 충돌 후 에너지를 잃고 정지하며 다른 쪽 진자가 운동하게 된다.
뉴턴의 요람에서 진자는 충돌 후 에너지 전달 과정을 거쳐 반대편의 진자가 튀어 오르게 된다.
세 개의 공을 잡아 당겼다 놓으면 반대편으로 세 개의 공이 움직인다.

## 에너지 감쇠
실재 뉴턴의 요람은 여러 가지 감쇄 요인을 갖기 때문에 영원히 움직일 수는 없다. 공 자체 역시 완전 탄성을 보이지는 않는다. 쇠공은 서로 충돌할 때 탄성 계수에 의한 변형이 일어난다. 두 공 사이의 충돌은 양자역학적인 꿰뚫기부터 일어나는 데 이 충돌 간격은 대략 수 ~ 수십 Å이다. 이어서 이루어지는 충돌에 의해 쇠공은 수 마이크로미터 정도의 탄성 변형을 겪어 구면이 움푹 들어갔다가 펴지게 된다. 이 과정을 통해 쇠공은 자체적인 진동에너지를 갖게 된다. 쇠공이 부딪히면 딱하는 소리가 발생하고 충돌에너지 가운데 일부가 소리에너지로 전환된다. 쇠공 사이의 충돌에 의해 발생하는 소리에너지의 크기는 전체 에너지의 < 10-5 정도로 에너지 감쇄에서 차지하는 비중은 작다.

## 문화
뉴턴의 요람은 초등학교의 기초 과학 실험 도구로 사용되며, 사무실 장난감으로도 판매된다. 영화 속에서도 흔히 등장한다.